# 콘트롤 (2003년 영화)
《콘트롤》(영어: Kontroll)은 2003년 헝가리의 스릴러 영화로, 헝가리 부다페스트 지하철을 배경으로 한다. 언털 님로드가 연출했으며 차니 샨도르, 무치 졸탄이 출연한다.

## 출연진
- 차니 샨도르 - 불추
- 무치 졸탄 - 교수